# Uma Aventura no Tempo
Turma da Mônica em Uma Aventura no Tempo é um filme de animação brasileiro de 2007 dirigido por Mauricio de Sousa e escrito por Didi Oliveira, Emerson Bernardo de Abreu e Flavio de Souza. É o décimo segundo filme baseado nos personagens das revistas em quadrinhos da Turma da Mônica, sendo o quarto feito para os cinemas. A história é sobre uma máquina do tempo criada por Franjinha que Mônica acidentalmente quebra com seu coelho de pelúcia Sansão, fazendo com que ela, Cebolinha, Cascão, Magali e Bidu partam em busca de quatro elementos que ficaram perdidos em épocas diferentes.
A ideia para um filme de aventura no tempo envolvendo os personagens era antiga, de acordo com Mauricio. O cartunista havia feito uma parceria "muito produtiva" com a Diler & Associados, Miravista Pictures, Labocine Digital e Buena Vista International. Após trabalhar nos roteiros em São Paulo, a equipe foi para o Rio de Janeiro trabalhar com a animação, junto com a Labocine. O filme foi produzido em dez a doze meses e o orçamento foi de mais de sete milhões de reais. Foi o primeiro filme da Turma da Mônica em que os dubladores gravaram as vozes dos seus personagens antes da animação ser feita.
O primeiro trailer de Uma Aventura no Tempo foi lançado em abril de 2006. Seu lançamento foi programado originalmente para dezembro daquele ano, contudo a data de estreia foi adiada por duas vezes (primeiro para janeiro de 2007 e, finalmente, para fevereiro). Após o lançamento de um álbum de figurinhas e uma pré-estreia, o filme foi lançado oficialmente no dia 16 de fevereiro de 2007. Faturando mais de dois milhões de dólares de receita mundial e sendo assistido por mais de 600 mil espectadores nos cinemas brasileiros, o filme foi recebido de maneira positiva pela crítica, sendo citado como um dos melhores filmes de Mauricio de Sousa e um dos maiores lançamentos de 2007 no Brasil. Uma Aventura no Tempo ganhou o prêmio de melhor animação durante a vigésima cerimônia do Troféu HQ Mix.

## Enredo

Cebolinha, Mônica, Magali e Cascão antes de entrarem na máquina do tempo em busca dos elementos perdidos

Em seu laboratório, Franjinha está terminando de construir sua nova máquina do tempo, alimentada pela energia dos quatro elementos, contidos em frascos. Do outro lado da rua, Mônica e Magali estão se preparando para um piquenique que planejaram com Cascão e Cebolinha, os quais estão escondidos em um arbusto tramando um novo plano para roubar Sansão, o coelho de pelúcia de Mônica. Como sempre, o plano falha e Mônica persegue os meninos até o laboratório, onde sem querer atira Sansão contra a máquina, fazendo a máquina entrar em pane e enviar os quatro elementos para períodos diferentes do tempo. Franjinha conta que se os frascos não forem recuperados, o tempo deixará de fluir e tudo será congelado, em uma "pane geral". Franjinha decide enviar os amigos para recuperá-los, todos usando pulseiras eletrônicas para se comunicarem e poderem viajar pelo tempo e espaço. Cada um dos quatro protagonistas vai para um momento diferente do tempo.
Mônica e Bidu, que também entrou na máquina, chegam à pré-história, onde são perseguidos por um tiranossauro mas acabam sendo salvos por Piteco, um homem das cavernas. Piteco conta que o "deus do fogo" sequestrou Thuga, sua amiga, e a prendeu no vulcão; Mônica se oferece para ajudar pois acredita que esse "deus" possa estar com o elemento fogo. À noite, o grupo entra no vulcão e luta contra o "deus", descobrindo que na verdade é Pitoco disfarçado, um morador da aldeia de Piteco, que está usando os poderes do frasco apenas para tentar forçar Thuga a se casar com ele, sem sucesso. Pitoco faz o vulcão entrar em erupção, mas Mônica recupera o frasco do elemento. O grupo foge por uma abertura na parede e Mônica usa o frasco do elemento para impedir que a lava destrua a aldeia. Em seguida, Mônica envia o elemento para Franjinha pela sua pulseira.
Cascão vai parar no período colonial, no Século XVII. Cascão cai em um leito seco de um rio e ao se encontrar com os indígenas Papa-Capim e Cafuné se esconde atrás de seu guarda-chuva. Ao dizer o que é o objeto, os indigenas acreditam que ele é o "guarda da chuva" que foi enviado para fazer a água voltar, pois ela desapareceu, secando o rio e a floresta, trazendo risco de vida para a aldeia. Cascão e Papa-Capim vão até a nascente do rio e encontram um bandeirante usando o elemento água para secar a fonte e garimpar ouro. O bandeirante captura os dois e Franjinha envia Mônica para ajudar. Juntos, eles conseguem derrotar o bandeirante e recuperar o elemento, fazendo a floresta renascer e salvando a aldeia.
No futuro Século XXX, Cebolinha encontra-se em um posto de combustível espacial. Após entrar em uma nave esférica, ele acorda e conhece o piloto Astronauta e tenta avisá-lo sobre sua missão. Imediatamente, os dois são abordados por piratas espaciais, comandados por Cabeleira Negra, uma mulher que vive procurando tesouros no espaço e acaba encontrando o elemento ar, decidindo roubá-lo e pegá-lo para si, levando-o para a sua nave.
Ao longo do filme, enquanto os quatro protagonistas estão em momentos diferentes da história, Franjinha monitora o estado do tempo no presente. Aos poucos, o tempo começa a congelar, e tudo para de se mexer. Primeiro, uma cena na roça, em que Chico Bento está congelando. Depois, uma cena no mesmo bairro onde ele está, em que Rolo congela enquanto anda de moto.
Magali vai para alguns anos no passado e descobre que o elemento terra está em posse da Mônica ainda bebê. Ela tenta de diversas formas pegar o frasco, mas falha. Franjinha percebe que o mundo inteiro está congelando cada vez mais rápido. Cascão é enviado para ajudar Cebolinha, entrando com ele e Astronauta na nave da Cabeleira Negra, onde conseguem recuperar o elemento ar. No presente, Dorinha percebe que as coisas ao seu redor estão congelando, pois os carros e os pássaros congelados pararam de fazer barulho, e decide ir para o laboratório de Franjinha. O pequeno cientista fica temporariamente cego depois que sua máquina emite um forte "flash" ao tentar consertá-la, precisando da ajuda de Dorinha para operar o programa de computador. 
Alguns anos no passado, Mônica, Cebolinha e Cascão aparecem para ajudar Magali a pegar o frasco da Mônica bebê, o que acaba desencadeando um terremoto no parquinho quando a pequena Mônica começa a esfregar o frasco ao chorar. Uma vez com a posse do Sansão, Cebolinha dá o coelhinho para a Mônica bebê, que em troca lhe dá o frasco, e as quatro crianças e Bidu voltam para o presente, mas têm seus movimentos paralisados devido o estado avançado do congelamento no presente, com exceção de Mônica. Como ela é a única que ainda não congelou, e ao tentar descobrir porque todo o esforço deu errado, ela percebe que o problema foi ter deixado o coelho de pelúcia no passado. Mônica retorna no tempo e pega Sansão de volta dela mesma bebê enquanto esta dorme em seu berço. Após sair do quarto, o seu pai, o Seu Sousa, entra e dá para a sua filha Mônica bebê o seu coelhinho de pelúcia. A Mônica de oito anos retorna ao presente, que está quase congelado, e arremessa o Sansão em direção à alavanca do computador, ativando a máquina e fazendo o tempo voltar a fluir.
As crianças comemoram, e nisso Cebolinha e Cascão começam a pisotear Sansão, deixando Mônica com raiva. Nisso, Luca aparece na porta perguntando à Franjinha sobre um botão em sua cadeira de rodas eletrônica construída por ele, o qual Franjinha afirma acionar asas e turbinas; Cebolinha e Cascão, que voltaram a fazer nós nas orelhas de Sansão, pedem para que ele aperte o botão. Os meninos voam pegando carona na cadeira de rodas de Luca enquanto são perseguidos como de costume por Mônica.

## Elenco
A seguir apresenta-se o elenco de Uma Aventura no Tempo, na ordem dos créditos.
| - Marli Bortoletto — Mônica - Angélica Santos — Cebolinha - Paulo Cavalcante — Cascão - Elza Gonçalves — Magali - Sibele Toledo — Franjinha - Mauricio de Sousa — Bidu - Bianca Rinaldi — Cabeleira Negra |  | - Marli Bortoletto — Dona Luísa (mãe da Mônica), Dona Cebola (mãe do Cebolinha) - Angélica Santos — Dona Lurdinha (mãe do Cascão) - Elza Gonçalves — Dona Lili (mãe da Magali) - Sibele Toledo — Dorinha - Rita Almeida — Papa-Capim - Pedro Leite — Cafuné - Didi Oliveira — Bandeirante - Serginho Leite — Pitoco (Deus-do-Fogo), Pajé - Marcelo Souza — Piteco - Nany di Lima — Thuga - João Boy — Astronauta, Seu Antenor (pai do Cascão) - Pedro Pinheiro de Souza — Luca - Mauricio de Sousa — Seu Sousa (pai da Mônica) |

## Antecedentes e produção
De acordo com Mauricio de Sousa, diretor do filme, a ideia de uma aventura no tempo era antiga. Ele declarou: "Há anos eu queria misturar os personagens e suas famílias e colocá-los numa aventura diferente na telona." A equipe de Mauricio começou a se reunir em seus estúdios em São Paulo, escrevendo e reescrevendo diversas vezes o roteiro, no qual trabalharam "muito" antes de iniciar a produção do filme em si, e também fizeram os cenários. A música, os arranjos e a criação do som foram feitos nesses estúdios. Mauricio declarou: "As músicas [...] criaram um pacote sonoro não visto em nenhum filme nosso. O público vai ser envolvido pelo som."

Tentei um estúdio em Xangai e os personagens voltaram com cara de Mickey Mouse, pois Disney é a referência deles. Com esses meninos brasileiros [Labocine], não preciso explicar nada, porque falamos das mesmas coisas.

—Mauricio de Sousa ao Tribuna da Imprensa em abril de 2006
Uma Aventura no Tempo foi gravado na Mauricio de Sousa Produções. Para o filme, Mauricio fez uma parceria "muito produtiva" com a Diler & Associados, Miravista Pictures, Labocine Digital e Buena Vista International. Segundo ele, as parcerias mudaram "tudo": "Somado, tudo transformou a história em cinema de verdade. Os jovens com quem trabalhamos cresceram lendo a Turma da Mônica. Eles sabiam tudo sobre os personagens [...] Sem contar a direção de arte, o roteiro, os efeitos visuais. Desta vez, está tudo diferente." A idade média dos desenhistas da Labocine era de 25 anos, sendo que a grande maioria era autodidata. Segundo Mauricio, ele ficou tão impressionado com o trabalho inicial da empresa que desenhou cada personagem agradecendo.
O Tribuna da Imprensa publicou em 16 de abril de 2006 que o orçamento era de 6,8 milhões de reais, sendo 1,7 só para o lançamento e 3 milhões obtidos da Buena Vista. Em 20 de janeiro de 2007, o Correio Braziliense publicou que o orçamento do filme foi de 7,06 milhões de reais, sendo que 6,265 milhões foram obtidos pela Diler & Associados. O filme teve apoio da Lei Rouanet e ficou em produção por dez a doze meses; um recorde, segundo Mauricio: "Mesmo nos Estados Unidos, levam-se dois ou três anos para se fazer um longa de animação".

### Animação e cenários

Esboço de uma cena do filme

Após o trabalho feito nos estúdios de São Paulo, a equipe foi para o Rio de Janeiro trabalhar com a Labocine que, em geral, ficou encarregada da animação, computação gráfica e pós-produção. A primeira etapa foi a produção de um avant trailer, que "é a primeira vez que se começa um trabalho pela parte final, que é a divulgação dele", mas essa estratégia foi "muito bem-vinda", pois serviu para que os 62 desenhistas exercitassem o traço de Mauricio. No estúdio, era feito primeiramente um layout a partir do roteiro, e do storyboard um layout das ambientações do filme. Era feito um estudo à lápis, uma "arte final simplificada", que depois era escaneada e feito um estudo de cor no computador. Inicialmente, não eram todos os cenários que eram desenhados, mas sim apenas "o geral". Depois, a Labocine, com esse material, montava os cenários definitivamente e, por fim, mandava a composição final para o estúdio, para aprovação. Este era o último processo do estúdio: quando a animação e o cenário estavam prontos, os dois eram juntados, aplicando correção de cor, sombra e outros tipos de efeitos especiais.

### Vozes
As vozes foram gravadas antes das animações em si, o que foi destacado por Marcio Araujo, responsável pela música, como importante devido ao timing das vozes com a animação. Marli Bortoletto, a voz de Mônica, disse no making of do filme que, apesar da estratégia ser boa por "dar oportunidade para criar", não se sabia se essa era intenção original do roteirista. Elza Gonçalves, a voz de Magali, concordou. Bianca Rinaldi, a voz de Cabeleira Negra, disse que estava muito apreensiva e nervosa, pois era sua primeira vez dando vida a um personagem já existente, sendo que, em outros trabalhos, o personagem era visto apenas no final. Quando o processo de dublagem foi iniciado, Mauricio e sua equipe acharam que este estava "sem dinamismo". Então, eles chamaram os dubladores para o estúdio, pedindo para que eles "recheassem o filme de cacos", "inventando piadinhas", como uma forma de dar frescor ao diálogo. De acordo com Mauricio, esta estratégia "criou um novo ritmo, que os animadores adoraram seguir", deixando o filme mais dinâmico e mais moderno.

## Música
Uma Aventura no Tempo contou com os compositores Carol Camanho, Gabriel Rocha, Gustavo Toledo, Heverton Lustosa, Jansen Raveira, Leonardo Mateus e Marcelo Penna, além de composição adicional de Daniela Serpa e Eduardo Pacheco. Marcio Araujo ficou responsável pela direção musical, músicas (com Danilo Adriano), arranjos e execução (com Marcelo Souza). Quatro músicas, todas editadas pela Sônica Editora Musical Ltda., estão presentes no filme:
- "Máquina do Tempo", com 9 Volts;
- "Triste Floresta", com "Bandinha da Turma";
- "Uma Aventura no Tempo", com "Bandinha da Turma" e 9 Volts;
- "Cabeleira Negra", com Bianca Rinaldi.

A penúltima conta com um clipe que é reproduzido nos créditos do filme, dirigido por Clewerson Saremba e Rodrigo Gava.

## Lançamento
Em 7 de julho de 2004, em uma matéria sobre o Cine Gibi (2004), o Correio Braziliense publicou: "Para 2005, a novidade é um longa em que a Turma da Mônica viaja no tempo". No dia 17 de novembro de 2005, o Tribuna da Imprensa publicou que o filme estava previsto para ser lançado em dezembro do ano seguinte, notando: "precisa produzir primeiro, porque dinheiro já tem [...] custará R$ 6 milhões". No dia 13 de abril do ano seguinte, um trailer para o filme foi publicado. Três dias depois, o Correio Braziliense publicou uma notícia dizendo que o trailer do filme já estava sendo exibido nos cinemas, o que também foi dito pela Tribuna da Imprensa no mesmo dia, e repetiu a afirmação de que o filme seria lançado em dezembro. O Tribuna da Imprensa também relatou que o filme seria exibido na Feira do Livro Infantil e Juvenil de Bolonha.
Em 24 de julho e 21 de setembro de 2006, o Jornal do Commercio e o Tribuna da Imprensa, respectivamente, disseram que o filme estava previsto para ser lançado em janeiro do ano posterior. Entretanto, as previsões não ocorreram. Em janeiro de 2007, foi lançado um site oficial baseado em Flash, contando com sinopse, trailer, papéis de parede, protetores de tela e emoticons do filme. Foi feita uma promoção com o Correio Braziliense para ganhar um álbum de figurinhas do filme, bem como quatro figurinhas deste, nos dias 3 e 4 de fevereiro de 2007.
Uma Aventura no Tempo teve pré-estreia em 10 de fevereiro, no cinema Embracine do shopping center Casapark. Aqueles que apresentassem o "cartão VIP" do Correio Braziliense ganhariam um ingresso para duas pessoas. O filme foi lançado oficialmente nos cinemas em 16 de fevereiro. Um DVD do filme contendo seu making of, três jogos, galerias, imagens de esboços e storyboards, clipes das músicas, uma entrevista ao Zapping Zone, trailers e material DVD-ROM com seis jogos, seis papéis de parede e um protetor de tela foi lançado em 4 de julho de 2007. Nele, o filme conta com legendas em português, espanhol e inglês, além de closed captions e língua brasileira de sinais. Uma Aventura no Tempo foi exibido na TV Globo no dia 2 de outubro de 2010. O filme foi lançado na Netflix pela primeira vez em outubro de 2012. Foi mostrado no projeto Cine Pipoca da Biblioteca Pública do Paraná nos dias 11 e 18 de setembro de 2019.

## Recepção

### Bilheteria e vendas
Até o início de março, o filme já tinha gerado um milhão de dólares e, até o dia 18, tinha atraído 425 014 espectadores. No total, o filme faturou 2 186 657 dólares internacionalmente, e vendeu mais de 530 mil ingressos. O Correio Braziliense disse em 2014 que o filme somou mais de 600 mil espectadores. A Agência Nacional do Cinema (Ancine) informou em 2015 que mais de 51 mil cópias em DVD foram vendidas.

### Crítica
| Críticas profissionais | Críticas profissionais |
| Avaliações da crítica  | Avaliações da crítica  |
| Fonte                  | Avaliação              |
| ---------------------- | ---------------------- |
| Cinema com Rapadura    | 7/10                   |
| Folha de S.Paulo       | [ 26 ]                 |

Um colaborador da Folha de S.Paulo escreveu que Uma Aventura no Tempo "é sem dúvida o melhor de todos. E em todos os sentidos." Ele notou que a "tradicional deficiência" dos filmes anteriores era "a fragilidade do roteiro", mas que foi resolvida em Uma Aventura no Tempo pois, apesar da estrutura fragmentada, "o roteiro resolve bem o fôlego curto das tramas ao enviar cada personagem a um tempo específico". Pedro Paulo Rezende, ao Correio Braziliense, também elogiou o roteiro, que "mescla de forma inteligente várias histórias", permitindo um dinamismo que impedia o filme de ser entediante. Fábio Yabu, escrevendo para o Omelete, disse que o filme "supera o calcanhar de aquiles das animações recentes da turma, o roteiro, e alia uma história esperta a uma excelente animação", embora dizendo que "a trama exige um pouco mais das crianças menores, mas em compensação deve satisfazer e muito as mais velhas". Contrariamente, a Folha disse que o filme poderia ser entendido por crianças menores, elogiando a articulação simultânea das tramas. Já Thiago Siqueira opinou ao Cinema com Rapadura que o filme é "[u]ma diversão de primeira para os pequenos, que não insulta a inteligência dos maiores".
A Folha elogiou a trilha sonora e as boas mensagens passadas pelo filme. Thiago (Cinema com Rapadura) disse que o filme evita o politicamente correto, com cada personagem tendo uma "falha" de personalidade que os diferenciam dos demais, embora, no final do filme, ele tenha opinado que "o tal do politicamente correto finalmente aparece — e muito". Fábio (Omelete) criticou "alguns problemas de ritmo", dizendo que a personagem Mônica aparece muito mais que os outros personagens. De forma similar, Thiago disse que que Mônica tirava o destaque de outros personagens, exemplificando que Magali "não faz muita coisa durante o filme", mas dizendo também que "o filme é mesmo do Cebolinha", pois "rouba a cena toda vez que aparece". Fábio comentou ainda que os cenários, por vezes, "são tão coloridos e detalhados que acabam chamando mais atenção do que deveriam, ofuscando os astros principais".
Pedro Paulo Rezende (Correio Braziliense) criticou que o filme era apresentado como "uma mistura perfeita de animação 2D com tecnologia 3D", dizendo que "o traço inequívoco da Turma da Mônica aparece chapado, sem volume". Thiago (Cinema com Rapadura) opinou que "fora uma falha ou duas, temos uma animação bem fluida". Sobre o DVD, Robson Candêo, do site DVD Magazine, disse que "A imagem está perfeita, bem nítida e sem compressão aparente." Ele também disse que o som "está ótimo, bem distribuído."
Fábio (Omelete) disse que o filme era uma prova de que o setor da produção nacional estava amadurecendo, enquanto Thiago (Cinema com Rapadura) declarou que "é melhor do que 70% dos exemplares atuais de animação infantil. O site CinePOP incluiu Uma Aventura no Tempo em sua lista restrospectiva de 2007, dizendo que o filme era um dos melhores do cinema nacional do ano. Uma Aventura no Tempo ganhou o prêmio de melhor animação no 20.º Troféu HQ Mix.

## Prêmios e indicações
| Ano  | Premiação     | Categoria | Trabalho              | Resultado | Ref.   |
| ---- | ------------- | --------- | --------------------- | --------- | ------ |
| 2008 | Troféu HQ Mix | Animação  | Uma Aventura no Tempo | Venceu    | [ 30 ] |